# Stivalius meridionalis
Stivalius meridionalis är en loppart som beskrevs av Durden et Beaucournu 2001. Stivalius meridionalis ingår i släktet Stivalius och familjen Stivaliidae. Inga underarter finns listade i Catalogue of Life.